# Eugyrioides vannamei
Eugyrioides vannamei är en sjöpungsart som först beskrevs av Monniot 1970.  Eugyrioides vannamei ingår i släktet Eugyrioides och familjen kulsjöpungar. Inga underarter finns listade i Catalogue of Life.